# Gerardo Alania Morales
Gerardo Alania Morales fue un político peruano. Junto con Ernesto Diez Canseco Yáñez fue uno de los dos primeros diputados elegidos por el departamento de Pasco tras su creación.
Miembro del Partido Aprista Peruano, en 1933 encabezó el Comité Nacional de Disciplina de ese partido. Fue elegido diputado por la provincia de Pasco del departamento de Pasco en las elecciones generales de 1945.